# Heinz Rudolf Kunze/Diskografie
Diese Diskografie ist eine Übersicht über die musikalischen Werke des deutschen Pop-Rock-Sängers Heinz Rudolf Kunze. Den Quellenangaben zufolge verkaufte er bisher mehr als 4,5 Millionen Tonträger (Stand: Februar 2020). Seine erfolgreichsten Veröffentlichungen sind die Studioalben Dein ist mein ganzes Herz und Wunderkinder mit jeweils über 250.000 verkauften Einheiten.

## Alben

### Studioalben
| Jahr | Titel                         | Höchstplatzierung, Gesamtwochen, AuszeichnungChartplatzierungen (Jahr, Titel, Platzierungen, Wochen, Auszeichnungen, Anmerkungen) | Höchstplatzierung, Gesamtwochen, AuszeichnungChartplatzierungen (Jahr, Titel, Platzierungen, Wochen, Auszeichnungen, Anmerkungen) | Höchstplatzierung, Gesamtwochen, AuszeichnungChartplatzierungen (Jahr, Titel, Platzierungen, Wochen, Auszeichnungen, Anmerkungen) | Anmerkungen                                                |
| Jahr | Titel                         | DE | AT | CH | Anmerkungen                                                |
| ---- | ----------------------------- | --- | --- | --- | ---------------------------------------------------------- |
| 1981 | Reine Nervensache             | — | — | — | Erstveröffentlichung: 29. Mai 1981                         |
| 1982 | Eine Form von Gewalt          | — | — | — | Erstveröffentlichung: Januar 1982                          |
| 1983 | Der schwere Mut               | — | — | — | Erstveröffentlichung: 27. Januar 1983                      |
| 1984 | Ausnahmezustand               | — | — | — | Erstveröffentlichung: 4. Oktober 1984                      |
| 1985 | Dein ist mein ganzes Herz     | DE8 Gold · (22 Wo.)DE | — | — | Erstveröffentlichung: 25. Oktober 1985 Verkäufe: + 250.000 |
| 1986 | Wunderkinder                  | DE18 Gold · (17 Wo.)DE | — | — | Erstveröffentlichung: 23. Oktober 1986 Verkäufe: + 250.000 |
| 1988 | Einer für alle                | DE13 (8 Wo.)DE | — | — | Erstveröffentlichung: 25. August 1988                      |
| 1989 | Gute Unterhaltung             | DE31 (25 Wo.)DE | — | — | Erstveröffentlichung: 27. Oktober 1989                     |
| 1991 | Brille                        | DE4 (17 Wo.)DE | — | — | Erstveröffentlichung: 15. Januar 1991                      |
| 1992 | Draufgänger                   | DE22 (12 Wo.)DE | — | — | Erstveröffentlichung: 28. August 1992                      |
| 1994 | Kunze: Macht Musik            | DE10 (15 Wo.)DE | — | — | Erstveröffentlichung: 25. Februar 1994                     |
| 1996 | Richter-Skala                 | DE46 (9 Wo.)DE | — | — | Erstveröffentlichung: 23. Februar 1996                     |
| 1997 | Alter Ego                     | DE33 (5 Wo.)DE | — | — | Erstveröffentlichung: 28. Februar 1997                     |
| 1999 | Korrekt                       | DE12 (11 Wo.)DE | — | — | Erstveröffentlichung: 1. März 1999                         |
| 2001 | Halt!                         | DE10 (7 Wo.)DE | — | — | Erstveröffentlichung: 15. Januar 2001                      |
| 2002 | Wasser bis zum Hals steht mir | DE65 (1 Wo.)DE | — | — | Erstveröffentlichung: 4. Februar 2002                      |
| 2003 | Rückenwind                    | DE26 (4 Wo.)DE | — | — | Erstveröffentlichung: 31. März 2003                        |
| 2005 | Das Original                  | DE28 (3 Wo.)DE | — | — | Erstveröffentlichung: 28. Februar 2005                     |
| 2007 | Klare Verhältnisse            | DE21 (5 Wo.)DE | — | — | Erstveröffentlichung: 26. Januar 2007                      |
| 2009 | Protest                       | DE15 (8 Wo.)DE | — | — | Erstveröffentlichung: 30. Januar 2009                      |
| 2011 | Die Gunst der Stunde          | DE8 (6 Wo.)DE | — | — | Erstveröffentlichung: 21. Januar 2011                      |
| 2012 | Hier rein da raus             | DE23 (1 Wo.)DE | — | — | Erstveröffentlichung: 7. September 2012 mit Räuberzivil    |
| 2013 | Stein vom Herzen              | DE18 (5 Wo.)DE | — | — | Erstveröffentlichung: 25. Oktober 2013                     |
| 2015 | Tiefenschärfe                 | — | — | — | Erstveröffentlichung: 27. Februar 2015 mit Räuberzivil     |
| 2016 | Deutschland                   | DE8 (5 Wo.)DE | — | — | Erstveröffentlichung: 12. Februar 2016                     |
| 2016 | Meisterwerke:Verbeugungen     | DE37 (1 Wo.)DE | — | — | Erstveröffentlichung: 30. September 2016 Coveralbum        |
| 2018 | Schöne Grüße vom Schicksal    | DE16 (4 Wo.)DE | — | — | Erstveröffentlichung: 4. Mai 2018                          |
| 2020 | Der Wahrheit die Ehre         | DE3 (5 Wo.)DE | — | — | Erstveröffentlichung: 21. Februar 2020                     |
| 2021 | Werdegang                     | DE10 (4 Wo.)DE | — | — | Erstveröffentlichung: 19. November 2021                    |
| 2023 | Können vor Lachen             | DE4 (3 Wo.)DE | — | — | Erstveröffentlichung: 26. Mai 2023                         |

grau schraffiert: keine Chartdaten aus diesem Jahr verfügbar

### Livealben
| Jahr | Titel                                             | Höchstplatzierung, Gesamtwochen, AuszeichnungChartplatzierungen (Jahr, Titel, Platzierungen, Wochen, Auszeichnungen, Anmerkungen) | Höchstplatzierung, Gesamtwochen, AuszeichnungChartplatzierungen (Jahr, Titel, Platzierungen, Wochen, Auszeichnungen, Anmerkungen) | Höchstplatzierung, Gesamtwochen, AuszeichnungChartplatzierungen (Jahr, Titel, Platzierungen, Wochen, Auszeichnungen, Anmerkungen) | Anmerkungen                              |
| Jahr | Titel                                             | DE | AT | CH | Anmerkungen                              |
| ---- | ------------------------------------------------- | --- | --- | --- | ---------------------------------------- |
| 1987 | Deutsche singen bei der Arbeit                    | DE65 (1 Wo.)DE | — | — | Erstveröffentlichung: 1. Oktober 1987    |
| 2009 | Räuberzivil                                       | DE86 (1 Wo.)DE | — | — | Erstveröffentlichung: 18. September 2009 |
| 2020 | Wie der Name schon sagt – Solo live               | DE41 (1 Wo.)DE | — | — | Erstveröffentlichung: 13. November 2020  |
| 2022 | Auf frischer Tat ertappt – Das Jubiläum Live 2022 | DE42 (1 Wo.)DE | — | — | Erstveröffentlichung: 25. November 2022  |

Weitere Livealben
- 1984: Die Städte sehen aus wie schlafende Hunde
- 1991: Sternzeichen Sündenbock
- 1994: Der Golem aus Lemgo
- 2003: Dabeisein ist alles
- 2005: Man sieht sich
- 2006: Kommando Zuversicht
- 2011: Calw live (Anyone’s Daughter mit Heinz Rudolf Kunze)
- 2013: Uns fragt ja keiner (mit Tobias Künzel)
- 2014: Stein vom Herzen – Live bei Radio Berlin

### Kompilationen
| Jahr | Titel                                             | Höchstplatzierung, Gesamtwochen, AuszeichnungChartplatzierungen (Jahr, Titel, Platzierungen, Wochen, Auszeichnungen, Anmerkungen) | Höchstplatzierung, Gesamtwochen, AuszeichnungChartplatzierungen (Jahr, Titel, Platzierungen, Wochen, Auszeichnungen, Anmerkungen) | Höchstplatzierung, Gesamtwochen, AuszeichnungChartplatzierungen (Jahr, Titel, Platzierungen, Wochen, Auszeichnungen, Anmerkungen) | Anmerkungen                            |
| Jahr | Titel                                             | DE | AT | CH | Anmerkungen                            |
| ---- | ------------------------------------------------- | --- | --- | --- | -------------------------------------- |
| 1999 | Nonstop – Das bisher Beste von Heinz Rudolf Kunze | DE17 (7 Wo.)DE | — | — | Erstveröffentlichung: 1. November 1999 |
| 2012 | Ich bin – Im Duett mit                            | DE12 (4 Wo.)DE | — | — | Erstveröffentlichung: 24. Februar 2012 |

Weitere Kompilationen
- 1993: Ich brauch dich jetzt – 13 Balladen
- 1993: Mit Leib und Seele
- 1999: Agent Provocateur
- 2002: Portrait
- 2010: Stars & Hits
- 2019: My Star 2.0
- 2024: Lauschangriff (mit Big Band der Bundeswehr)

### EPs
- 1982: 6 Song Album – Extra Price
- 1987: Amiga Quartett: Heinz Rudolf Kunze (VÖ in der DDR)
- 2003: Rückenwind – Hörproben
- 2012: Im nächsten Leben werd’ ich Spielerfrau
- 2014: Quentin Qualle – Die Muräne hat Migräne (EP mit Kinderliedern)
- 2015: Quentin Qualle – Rock am Riff (EP mit Kinderliedern)

## Singles

### Als Leadmusiker
| Jahr | Titel Album                                | Höchstplatzierung, Gesamtwochen, AuszeichnungChartplatzierungen (Jahr, Titel, Album, Platzierungen, Wochen, Auszeichnungen, Anmerkungen) | Höchstplatzierung, Gesamtwochen, AuszeichnungChartplatzierungen (Jahr, Titel, Album, Platzierungen, Wochen, Auszeichnungen, Anmerkungen) | Höchstplatzierung, Gesamtwochen, AuszeichnungChartplatzierungen (Jahr, Titel, Album, Platzierungen, Wochen, Auszeichnungen, Anmerkungen) | Anmerkungen                                     |
| Jahr | Titel Album                                | DE | AT | CH | Anmerkungen                                     |
| ---- | ------------------------------------------ | --- | --- | --- | ----------------------------------------------- |
| 1985 | Dein ist mein ganzes Herz                  | DE8 (18 Wo.)DE | — | — | Erstveröffentlichung: 9. Dezember 1985          |
| 1989 | Alles was sie will Gute Unterhaltung       | DE51 (18 Wo.)DE | — | — | Erstveröffentlichung: 13. November 1989         |
| 1991 | Wenn du nicht wiederkommst Brille          | DE54 (13 Wo.)DE | — | — | Erstveröffentlichung: 4. März 1991              |
| 1991 | Alles gelogen Brille                       | DE78 (5 Wo.)DE | — | — | Erstveröffentlichung: 8. Juli 1991              |
| 1992 | Finderlohn Draufgänger                     | DE55 (11 Wo.)DE | — | — | Erstveröffentlichung: 17. August 1992           |
| 1994 | Leg’ nicht auf Kunze: Macht Musik          | DE56 (10 Wo.)DE | — | — | Erstveröffentlichung: 7. Februar 1994           |
| 1994 | Einfacher Mann Kunze: Macht Musik          | DE54 (11 Wo.)DE | — | — | Erstveröffentlichung: 20. Juni 1994             |
| 1997 | Du bist nicht allein Alter Ego             | DE84 (8 Wo.)DE | — | — | Erstveröffentlichung: 10. Februar 1997          |
| 1999 | Aller Herren Länder Korrekt                | DE75 (9 Wo.)DE | — | — | Erstveröffentlichung: 15. Februar 1999          |
| 2003 | Mach’ auf Rückenwind                       | DE63 (1 Wo.)DE | — | — | Erstveröffentlichung: 3. März 2003              |
| 2008 | Längere Tage / Astronaut in Bagdad Protest | DE93 (1 Wo.)DE | — | — | Erstveröffentlichung: 12. Dezember 2008         |
| 2024 | Dein ist mein ganzes Herz –                | DE88 (1 Wo.)DE | — | — | Erstveröffentlichung: 22. März 2024 mit Big Tim |

Weitere Singles
- 1981: Für nichts und wieder nichts
- 1982: Die kommen immer wieder
- 1983: Auf der Durchreise
- 1983: Sicherheitsdienst
- 1984: Glaubt keinem Sänger
- 1984: Lola
- 1985: Ein Mann muss tun was ein Mann tun muss (ein Mann tun was ein Mann tun muss)
- 1985: Grüne Mauer (mit Hans Hartz, Udo Lindenberg, Hendrik Schaper & Rolf Zuckowski; Verkäufe: + 15.000[3])
- 1986: Mit Leib und Seele
- 1986: Fallensteller / Neonröhren
- 1986: Dies ist Klaus
- 1987: Finden Sie Mabel!
- 1987: Wunderkinder
- 1987: Ich brauch dich jetzt (live)
- 1988: Meine eigenen Wege
- 1988: Fetter Pappa
- 1988: Liebe ist Zärtlichkeit
- 1990: Alle Soldaten woll’n nach Haus (mit Reinhard Mey, Klaus Hoffmann & Hans Scheibner)
- 1990: Größer als wir beide
- 1992: Held der Arbeit
- 1994: Tohuwabohu
- 1996: Ich steh’ dir bei
- 1996: Halt’s Maul
- 1997: Gib den Ring wieder her
- 1997: Löwin
- 1999: Himbeerbaby
- 1999: Nonstop – Nichts ist relativ
- 2001: Pegasus
- 2005: Mehr als dies
- 2008: Längere Tage
- 2009: Einmal noch und immer wieder
- 2011: Hunderttausend Rosen
- 2013: Hallo Himmel
- 2016: Blumen aus Eis
- 2019: Der Prediger

### Als Gastmusiker
| Jahr | Titel Album                    | Höchstplatzierung, Gesamtwochen, AuszeichnungChartplatzierungen (Jahr, Titel, Album, Platzierungen, Wochen, Auszeichnungen, Anmerkungen) | Höchstplatzierung, Gesamtwochen, AuszeichnungChartplatzierungen (Jahr, Titel, Album, Platzierungen, Wochen, Auszeichnungen, Anmerkungen) | Höchstplatzierung, Gesamtwochen, AuszeichnungChartplatzierungen (Jahr, Titel, Album, Platzierungen, Wochen, Auszeichnungen, Anmerkungen) | Anmerkungen                                                                             |
| Jahr | Titel Album                    | DE | AT | CH | Anmerkungen                                                                             |
| ---- | ------------------------------ | --- | --- | --- | --------------------------------------------------------------------------------------- |
| 1985 | Nackt im Wind –                | DE3 (10 Wo.)DE | AT18 (10 Wo.)AT | CH21 (3 Wo.)CH | Erstveröffentlichung: 21. Januar 1985 Verkäufe: + 150.000; als Teil von Band für Afrika |
| 2006 | Won’t Forget These Days 2006 – | DE48 (7 Wo.)DE | — | — | Erstveröffentlichung: 9. Juni 2006 als Teil von Music Team Germany                      |

## Videoalben
- 1991: Ein Abend mit Brille
- 2003: Dabeisein ist alles
- 2005: 25 HRK – Man sieht sich – Die Edition zum 30. Bühnenjubiläum[4]
- 2010: Heinz Rudolf Kunze – In Alter Frische

## Autorenbeteiligungen
Die folgende Liste beinhaltet Lieder, die Kunze für andere Interpreten schrieb. Coverversionen werden nicht aufgeführt.
| - City - 2002: Darf ich - 2002: Fang an - 2002: Ich bin ganz Auge - 2002: Nie wieder - 2002: Zieh’ dich aus - Herman van Veen - 1989: Blauwe plekken (Platz 35 in den Niederlanden) - 1990: Des bleus partout - 1993: Als je komt; Ja; Du oder Du - 1996: Twee reizigers | - Milva - 1988: Komm zurück zu mir - 1988: Nur wenn du mich magst - Sarah-Stephanie - 2010: Sie liebt sie - Nicole - 2019: 50 ist das neue 25 - 2019: Alle Menschen sind besonders - 2019: Sag nicht alles - 2019: Der Maharadscha - 2019: Eine richtige Frau - 2019: Können wir nicht Fremde bleiben? - 2019: Gerne am Leben |

Heinz Rudolf Kunze als Autor in den Charts

| Jahr | Titel Interpretation                  | Höchstplatzierung, Gesamtwochen, AuszeichnungChartplatzierungen (Jahr, Titel, Interpretation, Platzierungen, Wochen, Auszeichnungen, Anmerkungen) | Höchstplatzierung, Gesamtwochen, AuszeichnungChartplatzierungen (Jahr, Titel, Interpretation, Platzierungen, Wochen, Auszeichnungen, Anmerkungen) | Höchstplatzierung, Gesamtwochen, AuszeichnungChartplatzierungen (Jahr, Titel, Interpretation, Platzierungen, Wochen, Auszeichnungen, Anmerkungen) | Anmerkungen                            |
| Jahr | Titel Interpretation                  | DE | AT | CH | Anmerkungen                            |
| ---- | ------------------------------------- | --- | --- | --- | -------------------------------------- |
| 2002 | Dein ist mein ganzes Herz DJ R.O.C.K. | DE40 (8 Wo.)DE | — | — | Erstveröffentlichung: 14. Oktober 2002 |

## Boxsets
- 1983: Der schwere Mut & Die Städte sehen aus wie schlafende Hunde
- 2010: Remastered Deluxe Box Set
- 2013: Wenn alle Stricke reißen
- 2014: Die drei anderen Alben – Sternzeichen Sündenbock / Der Golem aus Lemgo / Wasser bis zum Hals steht mir

## Sonderveröffentlichungen

### Hörbuch
- Wenn man vom Teufel spricht – Live-Lesung in Leipzig, aufgezeichnet im Kupfersaal Leipzig im März 2020, veröffentlicht im Mai 2020[6]

### Gastbeiträge
- 1988: 125 Jahre SPD – Das weiche Wasser bricht den Stein (mit Albert Mangelsdorff, Senta Berger, Willy Brandt & Götz George)
- 1990: Ich hab’ meine Rostlaube tiefergelegt (mit Reinhard Mey)
- 2003: Du oder Du (Herman van Veen feat. Heinz Rudolf Kunze)
- 2004: Hart am Ball (Achim Reichel feat. Heinz Rudolf Kunze, Inga Rumpf, Jan Fedder, Klaus Lage, Lotto King Karl, Pe Werner, Piet Klocke & Stoppok)
- 2012: Uns kann nix passieren (Purple Schulz feat. Heinz Rudolf Kunze)
- 2014: Gone Again (Paul Millns feat. Heinz Rudolf Kunze)

### Samplerbeiträge
- 1980: Bestandsaufnahme („Folk, Lied, Song“)
- 2017: Früh war der Tag erwacht (Rosalie) („Manfred Krug – Seine Lieder“; mit Joo Kraus)

## Statistik

### Chartauswertung
|                     | DE     | AT    | CH    |
| ------------------- | ------ | ----- | ----- |
| Nummer-eins-Alben   | DE—DE  | AT—AT | CH—CH |
| Top-10-Alben        | DE9DE  | AT—AT | CH—CH |
| Alben in den Charts | DE31DE | AT—AT | CH—CH |

|                       | DE     | AT    | CH    |
| --------------------- | ------ | ----- | ----- |
| Nummer-eins-Singles   | DE—DE  | AT—AT | CH—CH |
| Top-10-Singles        | DE2DE  | AT—AT | CH—CH |
| Singles in den Charts | DE14DE | AT1AT | CH1CH |

### Auszeichnungen für Musikverkäufe
Anmerkung: Auszeichnungen in Ländern aus den Charttabellen bzw. Chartboxen sind in ebendiesen zu finden.
| Land/RegionAuszeichnungen für Musikverkäufe (Land/Region, Auszeichnungen, Verkäufe, Quellen) | Gold     | Platin | Verkäufe | Quellen                            |
| -------------------------------------------------------------------------------------------- | -------- | ------ | -------- | ---------------------------------- |
| Deutschland (BVMI)                                                                           | 2× Gold2 | —      | 665.000  | musikindustrie.de, Einzelnachweise |
| Insgesamt                                                                                    | 2× Gold2 | —      |          |                                    |